# Готическая нотация
Готическая нотация (нем. Hufnagelschrift, букв. «письмо подковными гвоздями») — система невменно-линейной нотации, получившая распространение в Германии и в странах, находившихся в зоне её культурного влияния, в XII—XVI вв. 

Образец ранней готической нотации (Riesencodex, Висбаден, f.471r; ок. 1190 г.): Хильдегарда. Антифон «O pulchre facies». Красный подзаголовок De virginibus («О девственницах») указывает литургические место антифона в оффиции. Красная линейка обозначает высоту ключа F. Набор букв euouaе (Seculorum amen) после антифона — так называемая дифференция псалмового тона, для плавной стыковки распеваемого с этим антифоном псалма

## Термин
Готическую нотацию называют также «немецкой хоральной нотацией» в связи с тем, что с её помощью нотировался «хорал» (Choral, в смысле gregorianischer Choral, григорианский хорал). В Германии готическую нотацию также называют «письмом подковными гвоздями» (нем. Hufnagelschrift) или «нотацией подковными гвоздями» (нем. Hufnagelnotation), что связано с формой характернейшей графемы этого вида нотации, вирги (лат. virga, здесь — одиночная нота), визуально напоминающей подковный гвоздь (нем. Hufnagel). «Готической» она называется по аналогии с латинским готическим книжным письмом примерно того же времени (XII–XV вв.).

## Типология
Готическая нотация обычно рассматривается как разновидность невменной из-за набора графем, функционально и генетически связанных со старинными немецкими (санкт-галленскими) невмами IX-XI вв. (систематику этих невм см. в статье Невменная нотация). В то же время, поскольку невмы готической нотации посажены на линейки нотоносца (как правило, используются четыре линейки, реже пять) с ключами C и F, её следует считать и разновидностью линейной нотации. Таким образом, верно обозначить тип готической нотации как невменно-линейный, как и типологически (но не графически) родственную ей квадратную нотацию.

## Общая характеристика

Образец зрелой готической нотации (Карлсруэ, Landesbibliothek, Aug. LX; XIII или XIV в.). Показано начало оффиция на первое воскресенье Адвента: антифон «Ecce nomen Domini», инвитаторий «Regem venturum», антифон «Hora est jam nos de somno surgere» и респонсорий «Aspiciens a longe ecce». В росписи буквицы "A" респонсория изображён папа Григорий Великий с голубем (на плече), символизирующим Дух Святой

В памятниках готической нотации благодаря линейкам и ключам высота звука уверенно расшифровывается. Ритм (как и в других невменных рукописях) не нотируется и не расшифровывается.
Как и для книжного письма, для готической нотации характерны написание с изломом и подчеркнутое различие между жирными и волосяными линиями. Нотные рукописи писались под диагональным наклоном пером с косым срезом, вследствие чего нотные головки приобретали вид скошенного ромба (с XIV в. правильную ромбовидную форму получили головки семибревиса и более мелких длительностей в системе мензуральной нотации). Штили невм внизу (например, штиль вирги) по этой же причине также характерно скошены.
Готическая нотация применялась для записи церковной монодии, позже — также для светской монодии. (Поскольку ритм в этой системе записи не нотировался, готическая нотация непригодна для фиксации многоголосия.) Была особенно распространена с XIII в. на севере и востоке Германии, в Нидерландах и в отдельных литургических центрах Скандинавии, а также в восточноевропейских землях, находившихся в сфере немецкого влияния (Чехия, Моравия, Польша, Венгрия, Прибалтика).
Ранние примеры готической нотации — 77 распевов и литургическая драма «Ordo virtutum» Хильдегарды Бингенской, которые сохранились в двух рукописях XII в. — из Бельгии (Dendermonde. Abb. Benedict. 9, ок. 1163–1175) и Германии (Wiesbaden. Hessische Landesbibl. 2, ок. 1180–1190; из-за своих размеров последняя получила название Riesencodex, т.е. «гигантский кодекс»). В готической нотации зафиксирована музыка (в рукописи, составленной ок. 1300) Нейдхарта фон Ройенталя, а также других немецких миннезингеров.
Некоторые графемы готической нотации (простые и составные невмы, конъюнктуры и лигатуры) показаны в нижеследующей таблице:

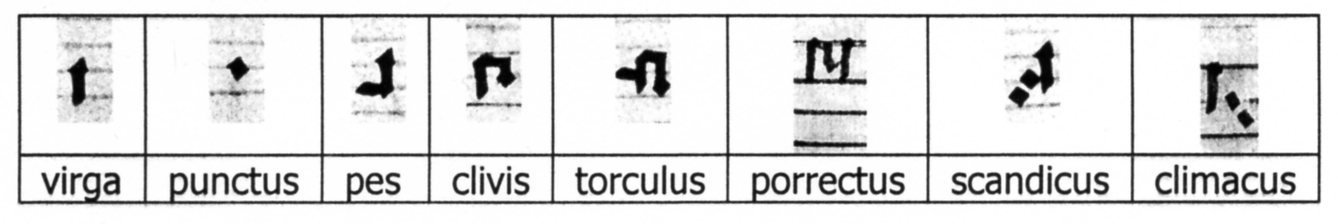